# Кіровоградський окружний адміністративний суд
Кіровоградський окружний адміністративний суд — місцевий спеціалізований адміністративний суд першої інстанції, розташований у місті Кропивницькому, юрисдикція якого поширюється на Кіровоградську область.

## Компетенція
Місцевий адміністративний суд при здійсненні судочинства керується Кодексом адміністративного судочинства України. Він розглядає адміністративні справи, тобто публічно-правові спори, у яких хоча б однією зі сторін є орган виконавчої влади, орган місцевого самоврядування, їхня посадова чи службова особа або інший суб'єкт, який здійснює владні управлінські функції. Іншою стороною є приватний елемент (громадянин, юридична особа приватного права тощо).
До числа адміністративних справ належать, зокрема, спори фізичних чи юридичних осіб із суб'єктом владних повноважень щодо оскарження його рішень (нормативно-правових актів чи правових актів індивідуальної дії), дій чи бездіяльності; з приводу прийняття громадян на публічну службу, її проходження, звільнення з публічної служби; щодо виборчого процесу тощо. В окремих випадках адміністративний суд розглядає справи за зверненням суб'єкта владних повноважень.
Адміністративний суд розглядає справу, як правило, за місцезнаходженням відповідача, тобто якщо офіційна адреса відповідача зареєстрована на території юрисдикції цього суду.

## Структура
Суд очолює його голова, який має заступника.
Організаційне забезпечення діяльності суду здійснює апарат, очолюваний керівником апарату, який має двох заступників.
До патронатної служби входять помічники суддів. Секретарі судового засідання безпосередньо підпорядковані керівнику апарату та судді, з яким працюють відповідно до внутрішнього розподілу обов'язків.
Структурні підрозділи апарату:
- відділ здійснення публічних закупівель, ведення договірної роботи та контролю за використанням державного майна
- відділ організаційного забезпечення та контролю (канцелярія)
- відділ управління персоналом
- сектор інформаційних технологій та технічного забезпечення
- сектор судових розпорядників
- сектор судової статистики та аналітичної діяльності
- сектор планово-фінансової діяльності, бухгалтерського обліку та звітності[2][3].

## Керівництво
Голова суду — Притула Костянтин Миколайович
 Заступник голови суду — Хилько Любов Іванівна
 Керівник апарату — Михалкович Галина Петрівна.